# Eric Dickerson
Eric Demetric Dickerson (* 2. September 1960 in Sealy, Texas) ist ein ehemaliger American-Football-Spieler. Er spielte von 1983 bis 1993 auf der Position des Runningbacks in der National Football League (NFL) für die Los Angeles Rams, Indianapolis Colts, Los Angeles Raiders und Atlanta Falcons. Während seiner Profikarriere stellte er mehrere NFL-Rekorde auf und ist u. a. mit 2.105 erzielten Yards  der Rekordhalter im Laufspiel in einer NFL-Saison.

## College-Karriere
Dickerson verbrachte seine College-Zeit an der Southern Methodist University in Texas. Von 1979 bis 1982 erlief er hier 4.450 Yards und 48 Touchdowns und stellte einige Southwest Conference Rekorde auf. In seinem letzten Jahr wurde er bei der Wahl zur Heisman Trophy auf den dritten Platz gewählt und musste sich nur Herschel Walker und John Elway geschlagen geben.

## NFL-Karriere
1983 wurde er als zweiter Spieler in der ersten Runde der NFL Draft von den Los Angeles Rams ausgewählt. In seinem ersten Jahr stellte er mit 390 Laufversuchen, 1.808 erlaufenen Yards und 18 Touchdowns mehrere Rookie-Rekorde auf, die bis heute ungebrochen sind. Er wurde dafür in den Pro Bowl gewählt und als bester Nachwuchsspieler (Rookie of the year) ausgezeichnet.
1984 konnte er sich noch steigern und stellte mit 2.105 erlaufenen Yards einen NFL-Rekord auf, der ebenfalls bis heute unerreicht ist.
Nach länger andauernden Vertragsstreitigkeiten wechselte Dickerson während der Saison 1987 im Tausch gegen mehrere Spieler zu den Indianapolis Colts. Hier wurde er für seine Leistungen zwei weitere Male für den Pro Bowl nominiert.
1989 gelang es ihm, nach nur 91 Spielen über 10.000 Yards zu erlaufen. Er ist damit der Spieler, dem dies am schnellsten gelang.
Nach weiteren Vertragsstreitigkeiten, Verletzungen und einem altersbedingten Leistungsabfall, wurde er 1992 zu den Los Angeles Raiders getauscht, wo er nicht mehr an seine alte Form anknüpfen konnte. 1993 wurde er zu den Atlanta Falcons getauscht, für die er nur noch in vier Spielen auflief. Als diese ihn an die Green Bay Packers weitergeben wollten, er aber eine ärztliche Untersuchung nicht bestand, gab er seinen Rücktritt bekannt.
Insgesamt erlief Dickerson in elf Spielzeiten 13.259 Yards, zum Zeitpunkt seines Rücktritts Platz zwei hinter Walter Payton.  Er wurde sechs Mal in den Pro Bowl und fünf Mal in das All Pro Team gewählt.

## Nach der Profikarriere
1999 wurde Dickerson in die Pro Football Hall of Fame aufgenommen und hält immer noch mehrere NFL- und Team-Rekorde. Er tritt als Kommentator bei NFL-Übertragungen auf und betreibt ein Geschäft für NFL Fanartikel.